# Alfred Mond, 1:e baron Melchett
Alfred Moritz Mond, från 1928 1:e baron Melchett, född 23 oktober 1868, död 27 december 1930, var en brittisk industriman och politiker. Han var son till Ludwig Mond och far till Henry Mond, 2:e baron Melchett. 
Efter juridiska studier blev Mond 1895 direktör i Brunner, Mond & co., och var därefter Mondkoncernens ledande kraft. År 1926 var han initiativtagare till Imperial Chemical Industries, som under hans ledning blev skolexemplet inom brittisk industri på efterkrigstidens rationaliseringsprocess. Mond försökte förena parterna på arbetsmarknaden till samarbete, så kallad Mondism. Han tillhörde underhuset så gott som oavbrutet från 1906, först som liberal ledamot och 1926–1928 som konservativ. Sistnämnda år upphöjdes han till peer. Mond var arbetsminister 1916–1921 och hälsominister 1921–1922. Mond, som var av judisk börd, var även en aktiv främjare av sionismen.